# Los laureles del César
Los laureles del César (1972) es el número 18 de la saga en español que sigue las aventuras de Astérix y Obélix. El cómic, cuyo guion corrió a cargo de René Goscinny y los dibujos de Albert Uderzo, fue publicado originalmente en francés en la revista Pilote, entre los números 621 (30 de setiembre de 1971) y 642 (24 de febrero de 1972), aunque fue publicado como álbum en 1972.

## Trama
Durante una cena en casa del cuñado del jefe de la aldea gala, tanto él como Obélix se emborrachan y presumen de que son capaces de servir un estofado con el laurel de la corona de César. Así pues, Astérix y Obélix se dirigen hacia Roma para conseguir servir tal estofado, aunque ello ponga en peligro sus vidas, puesto que no es fácil robar uno de los objetos más apreciados en Roma.

## Resumen detallado
Astérix y Obélix acompañan a Abraracúrcix y Karabella a Lutecia en una visita a la casa del hermano de esta última, Homeopátix, quien vive en la ciudad y se desempeña como un próspero hombre de negocios. Durante la recepción y la comida, Homeopátix muestra en todo momento, con comentarios hirientes, su menosprecio por su cuñado y por toda la vida provinciana en general. Abraracúrcix, que tampoco soporta a su cuñado, se emborracha y acaba fanfarreándole que todo el dinero que posee no es suficiente como para poder prepararle e invitarle a comer un estofado perfumado con laurel: pero no con cualquier laurel, sino con el de la corona de laureles del mismísimo César, una hazaña que Abraracúrcix sí puede lograr. Homeopátix acepta el desafío, y Astérix y Obélix son enviados a Roma a buscar la corona de laureles de Julio César, para luego volver a la aldea gala y poder ofrecerle a Homeopátix el estofado perfumado con él.
Al llegar a Roma, Astérix comienza a tratar de averiguar la mejor forma de introducirse en el palacio de César; y, por supuesto, Obélix no acaba de entender por qué no resultaría más simple liquidar a la guardia, entrar en palacio, preguntar dónde están los laureles, tomarlos y regresar a la aldea. Cerca del palacio, los dos amigos conocen a Sopaprisis, esclavo de César, le invitan a una bebida, y este les indica que la única forma de entrar allí es ser adquirido como esclavo en la casa Tifus, un proveedor de esclavos de lujo que provee regularmente a la casa del gobernante de Roma.
Astérix y Obélix consiguen convencer a un reluctante Tifus a que les permita posar en su muestrario de esclavos de lujo, hasta que alguien les compre; estos delicados esclavos se sienten ofendidos por su mera presencia allí. Al poco, creyendo que son adquiridos por un emisario de palacio, los galos se dejan comprar por el ciudadano Claudius Cualquierus, que les encuentra divertidos, y quien les deja en su casa como encargados de la cocina. Allí conocen a Terminus, jefe de esclavos de Cualquierus, quien ve amenazado su puesto en esa casa debido a que los galos son considerados objetos delicados por venir de casa Tifus.
Dándose cuenta de que aquello les alejaba de su objetivo, Astérix y Obélix urden planes para escapar de la casa de Cualquierus y poder continuar con la búsqueda de los laureles. El primer intento consiste en preparar un guiso apestoso, de tan mal gusto que sin duda alguna serían expulsados del lugar. No lo consiguen, puesto que el guiso resulta tan poderoso que consigue curar de un solo trago tanto la borrachera, como la resaca provocada por esta, lo cual resulta del total gusto del hijo del amo, Graco, que es el miembro juerguista de la familia. El segundo intento es causar un tremendo escándalo durante la noche para impedir el sueño de los habitantes de la casa. Pero el plan resulta también mal, puesto que la familia Cualquierus reacciona feliz y se anima a iniciar una fiesta con los amigos motivada por el escándalo de los galos, lo que vuelve a dejarlos en el punto de partida.
Al día siguiente, Claudius Cualquierus decide enviar a Astérix y Obélix a palacio, para realizar un trámite que debía haber realizado el esclavo Terminus. Este, que considera esto la prueba definitiva de que los galos han acabado por suplantarlo, acude a palacio a acusar falsamente a Astérix y Obélix de querer asesinar a Julio César. Una vez allí los galos son arrestados por toda una legión de soldados y encerrados en la cárcel del palacio. Habiendo cumplido su objetivo de introducirse en él, y esperando el momento de su juicio, Astérix y Obélix recorren el palacio de noche para buscar la corona de laureles, y regresan a su celda para dormir durante el día.
Durante el juicio, Astérix se hace cargo de su propia defensa y pide para ellos la pena de muerte, para ser entregados a las fieras en el Circo Máximo, evento al que se suponía asistiría Julio César con su corona de laureles. Pero una vez en el Circo, Astérix se da cuenta de que Julio César no está entre los presentes así que decide escaparse de allí para no perder más tiempo.
Una vez fuera, los dos amigos galos salvan a Graco Cualquierus de ser asaltado por unos bandoleros y se enteran a través de él que Terminus ha sido recompensado por haberlos acusado, recibiendo como premio el honor de sujetar la corona de laureles sobre la cabeza de César, quien regresa triunfal a Roma después de una campaña militar en el extranjero. Sabiendo esto, Astérix ofrece a Terminus no volver a verlos más si les proporciona la corona de laureles de César. Terminus accede al trato y durante la marcha triunfal, Julio César es presentado ante Roma luciendo una corona de hinojos.
Astérix y Obélix regresan a la aldea, y el estofado es ofrecido a Homeopátix. Pero éste causa la ira de Abraracúrcix al no encontrarse conforme con la calidad de la comida, por lo que recibe un gran golpe que lo deja fuera de acción. La aventura termina así con el usual banquete donde participan todos los hombres de la aldea.

## Personas destacadas
- Homeopátix, hermano rico de Karabella y exitoso hombre de negocios en Lutecia.
- Galantina, esposa de Homeopátix.
- Tifus, mercader y comerciante de esclavos de lujo en Roma. Proveedor para el palacio de Julio César.
- Claudius Cualquierus, cabeza de la familia romana Cualquiera, quien adquiere como esclavos a Astérix y Obélix en el negocio de Tifus.
- Graco Cualquierus, hijo de Claudius, personifica al arquetipo del joven despreocupado que solo vive para participar en fiestas todas las noches.
- Terminus, jefe de esclavos en la casa de Claudius Cualquierus.
- Los piratas. Una vez más aparecen los piratas sufriendo por un motivo u otro. Esta vez son los esclavos mostrados por César en su entrada triunfal en Roma.
- Karabella Esposa de Abraracúrcix, y hermana de Homeopátix.

## Curiosidades
- En casa de Homeopátix, los cuatro galos degustan «exquisitos platos», como cola de castor con salsa de frambuesa o pezuñas de buey con crema.
- En esta aventura, Obélix acuña el término «ferpectamente», expresando su conformidad con la idea de Abraracúrcix de ofrecer un estofado perfumado con los laureles de César (estando borracho, obviamente).
- En casa de Tifus aparece un esclavo joven y musculoso realizando poses de distintas obras clásicas como El pensador, de Rodin, Laoconte y sus hijos, de Agesandros, Polydoros y Athenodoros y el Discóbolo, de Mirón.
- Los ingredientes del guiso creado por Astérix y que cura la borrachera son: confitura, pimienta, sal, riñones, jabón de Massilia, miel, pimentón, salchichas, huevos, pepitas de granada y una gallina sin pelar (y al parecer se le puede agregar butifarra sin alterar sus efectos milagrosos).
- Durante el juicio a Astérix y Obélix, el fiscal a cargo de la acusación cita a Catón el Viejo mediante la frase «Delenda est Carthago» («Cartago debe ser destruida»).
- El carcelero del Circo Máximo vuelve a aparecer en Las doce pruebas de Astérix.
- Durante la entrada triunfal de César en Roma, los prisioneros que llegan encadenados son nada más ni nada menos que los piratas.

## Caricaturas de famosos
- Uno de los domadores de fieras en el Circo Máximo es una caricatura del actor francés Jean Richard, quien tuvo un zoológico y un circo en las afueras de París.

## Citas latinas
- «Si esto no es un íbero, e ben trovato». Dicha por un mercader de esclavos en la página 14, la frase no es latina, sino italiana y es una utilización ingeniosa de la frase «se non è vero, è ben trovato».

- Datos: Q593947